# Извоз Југа у САД
Извоз Југа у Сједињене Америчке Државе (САД) био је извозни посао предузећа „Застава аутомобили” који је трајао од јула 1985. до јануара 1991. и током кога је извезено 142.539 возила, од првобитно планираних 360.000. Ово је био последњи велики економски пројекат СФР Југославије, остварен у оквиру  бартер аранжмана са САД, због чега је називан „посао столећа”. Такође, познат је и под називом Пројекат „Југо Америка”, док су га амерички медији називали „Југоманија”.
Први аутомобили послати су у САД марта 1984. ради испитивања и исте године представљени на сајму аутомобила у Лос Анђелесу. Како би био пласиран на америчком тржишту аутомобил је претрпео преко 400 измена, а од пролећа 1985. кренула је званична продаја уз веома јаку маркетиншку кампању током које је Југо рекламиран као „најјефтинији нов аутомобил” који се продавао по цени од невероватних 3.990 долара. Почетно добра потражња, почела је да опада након рекордне годишње продаје од 49.000 возила током 1987, упркос увођењу нових побољшаних модела, а од 1990. и кабриолет верзије.
Почетком 1989. дошло је до банкрота компаније Yugo America Inc, што је довело до кризе извоза, али је он нормализован након преузимања ове компаније од стране „Заставе”. Посао је настављен током 1990. и 1991, али није успео да поврати почетни успех, а коначно је завршен априла 1992. након увођења санкција СР Југославији. Деценију касније, постојали су планови о обнављању извоза Југа у САД, али никада нису реализовани.
Иако је у неколико анкета у САД проглашаван за „најгори ауто на свету”, Југо је стекао одређену дозу популарности. Појавио се у преко 15 филмова и 10 ТВ серија, а у филму Ко је убио Мону остварио је „главну улогу”. Према подацима из 2022. у САД је било регистровано 408 возила марке Југо.

## Први контакти са САД
Услед нафтне кризе, почетком 1980-их у Сједињеним Америчким Државама (САД) дошло је до пада просечног личног дохотка, па су велике аутомобилске компаније попут „Џенерал Моторса” почеле да имају губитке због пада продаје. Управо тих година започела је у САД култура „јефтиних производа”, који су бивали све популарнији, упркос мањем квалитету. На аутомобилском тржишту ово је отворило простор за малотиражне аутомобиле са ценом испод 5.000 долара. Мирослав Миро Кефурт, амерички предузетник, чешког порекла, који се ранијих година бавио увозом у САД малог градског аутомобила Honda N600 сазнао је 1982. да Заводи „Црвена застава” планирају извоз Југа 45 на тржиште Уједињеног Краљевства, али не и у САД, па је уз помоћ конзулата СФРЈ у Сан Франциску ступио у везу са представницима „Заставе”.
Према Кефуртовом виђењу Југо 45 био је идеално решење за тадашњег америчког потрошача из више разлога: мали, практичан, штедљив, јефтин са ниским трошковима одржавања. Велику предност у причи имао је мотор са 903 ccm³ и 45 KS пошто по тада важећим законима о хомологацији моторних возила и еколошких стандарда у САД, испитивања о задовољавању еколошких стандарда и сличних норми нису приступала возила испод 50 KS. Како је Југо 45 спадао у ову категорију његова хомологација на америчко тржиште била је знатно поједностављена. Ипак Кефурт је од „Заставе” тражио да се аутомобил модификује како би задовољио најстроже америчке законе, као и тадашње тржишне стандарде. Крајем 1983. од „Заставе” је откупио право продаје 5.000 возила Југо 45 у Калифорнији и у сарадњи са Рејом Бурнсом у Сан Вилиџу основао предузеће „Yugo Cars Inc”.
Током рада на модификацији Југа 45 за потенцијални извоз на америчко тржиште, „Застава” је од компаније „Fiat” тражила одобрење за извоз у САД, због ранијих уговорних ограничења, која су постојала у њиховој сарадњи. Авионом Југословенског аеротранспорта (ЈАТ) испоручена су 25. марта 1984. Кефуртовој фирми три аутомобила — један Југо 45L и два Југа 55L у плавој, белој и црвеној боји. Ови аутомобили поседовали су електронско убризгавање горива (Bosch L EFI), као и електронски систем паљења и катализатор са применом безоловног бензина. Увођење нових система знатно је допринело максималној штедљивости горива и минималној емисији издувних гасова чиме су задовољени најстрожи амерички закони. Испоручени аутомобили представљени су маја 1984. на сајму аутомобила у Лос Анђелесу (LA Auto Show). Ово је било прво јавно представљање источноевропске аутомобилске индустрије у САД, а Југо је промовисан са продајном ценом од 4.500 долара и гаранцијом од 10 година или 100.000 миља (160.000 километара).

## Почетак сарадње са Бриклином
Политика Сједињених Амерички Држава, у тада још увек актуелном Хладном рату, средином 1980-их година, била је оријентисана на опстанак СФР Југославије и постојала је спремност да јој се олакша отплата спољних дуговања, како не би дошло до совјетског утицаја у земљи. Фебруара 1984. у Загребу је потписан десетогодишњи бартер аранжман између београдског „Генералекспорта” (Genex) и загребачке „Индустрије нафте” (INA) са једне и америчке компаније Occidental Petroleum Corporation (OPC) са друге стране. На челу ове компаније налазио се бизнисмен Арман Хемер, син руског емигранта, који се деценијама бавио трговином са Совјетским Савезом и био „специјалиста” за трговину са социјалистичким земљама источне Европе. Потписани уговор о стратешкој сарадњи представљао је „робну размену” у којој би САД давале енергенте (нафта, угаљ, фосфат и др) у вредности од 400 милиона долара у замену за права бушења нафте у Јадрану, као и индустријске и друге производе из СФРЈ које би OPC препродавала. У склопу преговора било је речи да део сарадње буду и југословенски аутомобили, али је Хемер одустао од овог сегмента, јер је сматрао да „Застава” не располаже довољним асортиманом производа.
У покушају да у оквиру бартер аранжмана са СФРЈ пронађу америчку компанију, која би увозила југословенске аутомобиле, представници OPC су почетком 1984. у Њујорку остварили контакте са Малкомом Бриклином, власником компаније International Automobile Importers (IAI). Бриклин је био бизнисмен познат по увозу аутомобила. Каријеру је започео оснивањем ланца продавница „Handyman“ за продају алата, са циљем да профит инвестира у посао изнајмљивања малих скутера. Потом је отишао у Јапан, где је успоставио контакте са компанијом Subaru и 1968. постао увозник њеног првог аутомобила Subaru 360. Три године касније, након продаје око 6.000 примерака, основао је сопствену компанију General Vehicles која је од 1974. до 1976. производила спортски аутомобил Bricklin SV-1. Иако је по многим карактеристикама ово био модеран аутомобил, он се показао као промашај, због чега је продат у свега 2.854 примерака. Децембра 1982. склопио је уговор са компанијом „Fiat” око увоза модела 124 Sport Spider и X1/9 и у ту сврху је на Менхетну формирао компанију IAI. Како је његов посао са увозом јефтиних италијанских кабриолета наносио штету компанији „General Motors”, угрозивши продају њиховог доста скупљег модела Cadillac Allanté, они су га избацили из овог посла.
Бриклин се заинтересовао за увоз Југа, па је маја 1984. са представницима OPC отишао у Београд, где су најпре вођени разговори са „Генексом”, а потом је 15. маја 1984. дошао у Крагујевац, где је са представницима Завода „Црвена застава” почео преговоре око извоза на америчко тржиште. Застава је Бриклину уступила право продаје Југа 45 у свим државама САД изузев Калифорније, где је та права имала компанија „Yugo Cars Inc”. По повратку у САД, Бриклин се састао са Кефуртом и од њега за 50.000 долара откупио права из раније потписаног уговора са „Заставом”. Потом је формирао нову компанију под називом „Yugo America Inc” чије је седиште било у Апер Садл Риверу у Њу Џерзију. На месту главног и одговорног за дистрибуцију налазио се Бриклинов пријатељ и пословни сарадник Вилијем Прајор, док је сарадник задужен за одабир модела и маркетинг био Тони Симинера. Њихов првобитни договор био је да почетна цена аутомобила мора да буде нижа од 4.500 долара, колико је обећавао Кефурт. Симинера је тврдио да је то могуће, али не уз примену савремених електронских система паљења и убризгавања, већ уз примену класичног карбуратора. Детаљним прегледом возила утврђено је око 400 ставки које би требало изменити како би аутомобил био спреман за хомологизацију на тржиште САД и како би могао да задржи предложену цену.

## Посао столећа
Приликом прве посете Крагујевцу, маја 1984. Малком Бриклин је изнео низ примедби на Југо 45 наводећи да возило не испуњава ни комерцијалне стандарде ни законске прописе, који важе у САД. Заједно са пословним тимом из своје новоосноване компаније „Yugo America Inc”, поново је јуна 1984. дошао у Крагујевац, где су руководству Завода „Црвена застава” представили неопходне измене на аутомобилу, како би се могао пласирати на тржиште Сједињених Америчких Држава. Прва и главна измена била је примена карбураторског система напајања горива без катализатора, како би се смањила цена аутомобила, а друга измена је била да се уместо мотора од 903 ccm³ и 45 KS уграђује мотор од 1.116 ccm³ и 55 KS. Руководство „Заставе” понудило им је тада пет примерака модела Yugo 55 GLS, који је рађен за извоз у Уједињено Краљевство и који је задовољавао већину њихових критеријума. Пре испоруке, на овим возилима извршене су додатне измене, након чега су добили назив Yugo 55 GVX. Испоручени су у САД авионом 18. јуна 1984, за потребе маркетинга и наставка тестирања од стране челника и стручњака компаније „”. До краја године испоручено је још 8 возила, ради додатних испитивања. Строге еколошке тестове емисије штетних гасова Југо је прошао у априлу 1985, након чега је добио званичну дозволу за продају у САД.
Уговор о сарадњи и извозу аутомобила Југо на тржиште САД између Завода „Црвена застава” и компаније Yugo America Inc потписан је 7. септембра 1984. у Крагујевцу. Према овом споразуму до априла 1985. требало је да се извезе 20.000, а у 1986. чак 35.000 возила. Од тог тренутка почели су зачеци великих припрема за серијску производњу модела „Југо Америка” и монтаже комплетно нове, засебне производне линије. Како би постигла очекивани стандард и квалитет „Застава” је морала да откаже сарадњу појединим домаћим добављачима, што је до тада било незамисливо из политичких разлога, а уместо њих узели су стране добављаче. Први пут су применили технологију са безоловним бензином, због чега су компанију „Југопетрол” приморали да почне производњу безоловног бензина. У организацију транспорта возила укључила се и Југословенска железница која је тада први пут увела маршрутне возове до Бара, као и Лука Бар која је оспособљена да прима велике бродове који су могли да понесу и до 7.000 аутомобила.
Извоз у САД, односно пројекат „Југо Америка”, добио је од самог почетка политичку подршку како у СФРЈ, тако и у САД. У Југославији је називан „посао столећа” јер је био највећи извозни подухват СФРЈ у САД и нада за спас посрнуле домаће привреде. Југословенско руководство дало је пуну подршку „Застави”, као и фабрици „21. мај” из Београда, која је производила аутомобилске моторе. Поред ове две компаније, у посао је укључено укупно 220 предузећа која су на различите начине учествовала у производњи овог возила. За потребе неометаног одвијања пројекта „Застави” је био омогућен приступ свим расположивим девизама у земљи. Једна од болних тачки југословенске привреде била је несташица репроматеријала, а једина фабрика која је увек на располагању имала сав репроматеријал била је Заставина фабрика оружја. Како су девизне квоте биле подељене по републикама СФРЈ, многи кооперанти „Заставе” из других република нису били на листи приоритета у својим републикама, па нису могли увозити репроматеријал.
У Управни одбор компаније Yugo America Inc ушли су фебруара 1985. Лоренс Иглбергер, бивши амбасадор САД у СФРЈ и Хенри Кисинџер, бивши државни секретар САД. Према америчким законима, продаја иностраног аутомобила, који је био потпуно државни производ са изузетно ниском малопродајном ценом на америчком тржишту, представљала је кршење прописа против дампинга (уништење конкуренције). Ипак, политичка заштита од стране Иглбергера и Кисинџера, омогућила је да пројекат „Југо Америка” буде ослобођен од ових прописа. Ово је истовремено значило да је „Застава” била принуђена да пристане на изузетно ниску малопродајну цену коју је Бриклин понудио у јуну 1985. и која је износила од 2.200 до 2.900 долара по возилу. Због очекивања да се извоз Југа у САД добро одрази на девизни баланс, Социјалистичка Република Србија финансијски је подржала Железару Смедерево, како би производила потребан лим и на тај начин ослободила „Заставу” увоза истог. Иако је купљена врхунска опрема из Уједињеног Краљевства, железара није успела да овлада том технологијом и запала је у озбиљне тешкоће, па је „Застава” остала трајно зависна од увоза овог репроматеријала.
Иако су се вести о извозу Југа у Америку појавиле у јавности још средином 1984, више о читавом пословном подухвату писало се тек након приказивања јавности новог модела Yugo GV (Grand Value или Велика вредност) који је био намењен извозу. Презентовање овог модела било је на 24. међународном сајму аутомобила у Београду од 29. марта до 7. априла 1985. године. Након почетка производње модела Yugo GV, укинути су модели Yugo 45/55 па су на југословенском тржишту остали само модели Yugo 45L/55L, који су наредне 1986. променили назив у Yugo 45А/55А. Ови модели били су познати као „Југо Америка”, јер су садржали готово све техничке измене које су примењене на моделу Yugo GV.

## Почетак извоза
Уговор о испоруци возила између Завода „Црвена застава” и компаније „Yugo Cars Inc” потписан је 14. јуна 1985. у Београду и према њему је „Застава” требала да до краја године у САД испоручи 10.000 возила, а у периоду од 1986. до 1989. невероватних 360.000 возила. Истим уговором, чија је вредност заједно са резервним деловима прелазила милијарду долара, регулисане су и обавезе око гарантног рока, сервисирања и одржавања возила и обезбеђивања потребних резервних делова. Након дужих припрема, серијска производња модела Yugo GV за америчко тржиште почела је 9. јула 1985. године. Дневно је у две смене монтирано око 100 возила, а приви контигент од 220 аутомобила кренуо је 23. јула 1985. возом за луку Бар и био пропраћен свечаности у Крагујевцу, којој су између исталих присуствовали Џон Скенлон, амбасадор САД у СФРЈ и Малком Бриклин, власник компаније Yugo America Inc. Након доласка друге туре од 280 возила, први контигент од укупно 500 возила испловио је на броду „Ерика Болтон” 31. јула и 16. августа стигао у Балтимор. Долазак Југа у САД пропраћен је скромном свечаношћу којој је присуствовао Лоренс Иглбергер, бивши амбасадор САД у СФРЈ. Дан пре поласка овог контигента, авионом Југословенског аеротранспорта (ЈАТ) у САД је послато још 12 возила. За прву годину планиран је извоз од 10.000 возила, а до краја 1985. испоручено је 9.918 возила. Било је то скоро 1/4 произведених модела Југа у овој години, с обзиром да је током 1985. произведено укупно 42.455 примерка. Како би повећала капацитете за производњу Југа, посебно модела намењеног извозу, „Застава” је 18. новембра 1985. обуставила производњу свог легендарног модела Застава 750, који се производио пуних 30 година. Поред тога, смањена је производња модела Застава 101 и Застава 128. Према плану производња Југа је до краја 1985. требала да буде повећана на 55.000, а у наредној 1986. да износи 110.000 возила.
Од пролећа 1985. у Сједињеним Америчким Државама почела је званична продаја Југа (само на територији Источне обале), која је била пропраћена јаком маркетиншком кампањом иако скоро ниједан малопродајни објекат, од укупно њих 277, није имао примерак аутомобила који би презентовао купцима. Упркос овој чињеници, од почетка продаје до испоруке првих возила, готово „на слепо” продато је 1.580 возила. У САД је тада први пут примењен стандард, који је постојао у земљама источне Европе — прво купиш аутомобил, а онда чекаш испоруку. Малопродајна цена износила је невероватних 3.990 долара, па је Yugo GV био најјефтинији нов аутомобил на америчком тржишту. Након њега, други најјефтинији нови ауто био је Hyundai Excel са ценом од 5.000 долара. Како је продаја у САД кренула добро, компанија Yugo America Inc је 1985. подигла зајам од 75 милиона долара које је уложила у покретање нових побољшаних модела Yugo GVL, Yugo GVS и Yugo GVX, који су се на тржишту у САД појавили током 1987, односно 1988. године. Део новца уложен је и на запошљавање нових људи, као и подизање плата менаџерима. Наредне 1986. формиран је конзорцијум од 25 југословенских банака ради улагања у развој програма „Југо Америка”.

## Маркетиншка кампања
Продајна цена Југа у САД износила је 3.990 долара. Од ове суме „Застава” је добијала 2.100, од чега је 500 одлазило на увозне компоненте. Остатак од 1.890 отпадао је на зараду трговаца у Америци, транспортне трошкове, трошкове организовања сервисне мреже и др.

Од самог почетка продаја Југа у Сједињеним Америчким Државама била је испраћена веома добром маркетиншком кампањом. Услед ниске цене од невероватних 3.990 долара био је најјефтинији нови аутомобил који се могао купити. Доступан свима био је аутомобил који су куповали млади возачи, углавном као свој први ауто, породице као свој други или трећи аутомобил, пензионери и др. Како је конзумеризам у САД био веома распрострањен маркетиншки стручњаци су сматрали да телевизијска реклама може да прода било који производ, па је компанија  уложила знатан новац у маркетиншку кампању која је за циљ имала да се потенцијални купци упознају са новим и потпуно непознатим производом, који је долазио из далеке комунистичке земље. Једна од првих реклама из 1985. имала је слоган: више слободе за мање пара, а наредних година акценат је пребачен на предност ниске цене, па је рекламиран као аутомобил намењен студентима и младим паровима. Једна од реклама упоредила је Југа са легендарним моделима попут Ford Model T и Volkswagen Бубом, уз слоган Сјајна идеја се понавља.
Познати ауто магазин Motor Week био је један од првих који је Yugo GV ставио на тест и углавном имао позитивне закључке. Обзиром на ниску цену квалитет ентеријера није био најбољи, али су похвале стигле на рачун искористивости простора. Критике су биле на рачун потрошње од 9,4 литра на 100 km у граду, односно 7,6 km на отвореном путу, која је била знатно већа од очекиване за тако мали и лаган аутомобил. С друге стране, убрзање до 100 km/h за 16 секунди било је боље од неких моћнијих ривала. Похвале су ишле и на рачун понашања у кривинама, удобности и кочница, посебно када се у обзир узме веома приступачна цена. Доста критичнији био је Test Drive Junkie које је критиковао квалитет израде, буку као и неке безбедносне детаље, попут предњих седишта, која су се често померала на шинама у току вожње. Car & Driver био је неутралан закључујући да је Yugo GV сигурно најгори нови аутомобил у Америци, али са тако ниском ценом другачији резултат се није могао ни очекивати.
Продаја Југа у САД кренула је веома добро. До новембра 1985. продато је свих 3.579 до тада извезених возила, а у једном моменту је компанија Chrysler била заинтересована за куповину Yugo America Inc, али је Малком Бриклин одбио ову понуду. Продаја је расла током 1986. када је извезено 43.322 возила, а прилично добру потражњу за овим возилом амерички медији назвали су Yugomania. Са 20.000 продатих примерака у августу 1986. Југо је у САД био до тада најбоље продавани европски аутомобил у првој години продаје. Добар успех Југа у САД мотивисао је руководство Завода „Црвена застава” да убрза рад на пројекту „Застава 103” (радни назив Југо Флориде) па су 1986. ручно израђени први модели, а фебруара 1987. један од прототипова предстаљвен је на свечаној премијери у хотелу „Шумарице” у Крагујевцу, када је добио назив Флорида. Серијска производња почела је 2. октобра 1988, али је због проблема, до краја године произведено свега 35 комада. Иако је овај модел представљао круну Заставиног аутомобилског програма и био један од најквалитетнијих Заставиних возила, није успео да се пробије на америчком тржишту, а у склопу Пројекта „Југо Америка” извезене су свега две Флориде — прва 15. септембра 1989, а друга 15. јануара 1991. године. Приликом извоза у САД овај модел носио је назив Yugo Sana.

## Проблеми и крај посла
Почетно добра продаја, која је забележена током прве године, константно је расла, а до августа 1987. продато је око 75.000 возила (80% до тада извезених возила и половина од укупно извезених возила у САД у периоду 1985—1991). У току 1987. извезено је 56.825 возила што је била половина од укупно произведених возила марке Југо те године. Након тога дошло је до пада продаје, а крајем исте године цена модела Yugo GV порасла је са 3.990 на 4.199 долара. На пад продаје Југа утицало је више фактора. У току 1986. на тржишту САД појавило се тринест нових компанија које су продавале аутомобиле по цени мањој од 6.000 долара, а највећа конкуренција Југу био је Hyundai Excel, који је био други најјефтинији нов аутомобил на америчком тржишту. Такође, током 1985. опала је цена бензина у САД, што је утицало на побољшање продаје аутомобила средње класе. Власник компаније Yugo America Inc Малком Бриклин почео је марта 1987. још један посао са увозом аутомобила Proton Saga из Малезије, који се продавао по цени од 4.890 долара и постао други најјефтинији нов аутомобил. Услед све слабије продаје, Бриклин је априла 1988. своју компанију Global Motors Inc, у чијем се власништву налазила Yugo America Inc, продао за 20 милиона долара инвестиционој банкарској корпорацији Mabon Nugent & Company са Вол стрита.
Као један од главних узрока пада продаје Југа била је чињеница да се на веома развијеном америчком тржишту, које стално тражи освежење понуде, скоро три године у продаји налазио један модел, без већих модификација. Дуго најављивани побољшани модели — Yugo GVL, Yugo GVS и Yugo GVX, као и Yugo Cabrio представљени су јавности на сајму аутомобила у Београду априла 1988. године. Највећу пажњу привукла је кабриолет верзија, чија је серијска производња почела 25. маја исте године, а у који је компанија  уложила 5 милиона долара. Иако су првенствено била намењена америчком тржишту, прва кабриолет возила су у САД испоручена тек 15. септембра 1989. и то у свега 20 примерака. Првобитни планови за кабриолет верзију предвиђали су годишњу производњу од око 20.000 возила годишње, од чега би око 5.000 било извезено у САД. Производњу кабриолета омео је проблем који је компанија Jubbu, из Детроита, имала са производњом покретних кровова, што је знатно утицало на хомологизацију овог модела, па је права серијска производња почела тек годину дана касније. Извоз возила у прва три месеца 1988. (14.787 возила) био је нешто већи од извоза у прва три месеца 1987. (12.932 возила), али услед константног пада продаје, до краја 1988. извезено је укупно 27.671 возило, што је била готово половина од броја извезених возила у 1987. години.
Константни пад продаје, који је у 1988. износио свега 7.971 примерака, као и све већа дуговања од око 50 милиона долара, утицали су да руководство компаније Yugo America Inc 30. јануара 1989. донесе одлуку о проглашењу добровољног стечаја. Како би пројекат „Југо Америка”, иза кога је стајала држава, спасили од пропасти и задржали извоз на тржиште САД, Заводи „Црвена застава”, из Крагујевца и „Генералекспорт”, из Београда пријавили су се као добровољни принудни управници ове компаније, након чега су је откупили за 24 милиона долара са комплетном дистрибутивном мрежом, као и око 18.000 возила која су се налазила у залихама или код продаваца. До 31. децембра 1988. у САД је извезено укупно 137.723 возила, од чега је око 120.000 продато (87,1%). Због великог броја возила на лагеру, као и проблема са малом продајом, извоз Југа у САД је током 1989. био обустављен, односно извршена је само једна авионска испорука од 25 возила, која је била намењена маркетиншкој кампањи и садржала је 20 модела Yugo Cabrio, четири модела Yugo GV plus са аутоматским мењачем и једну Југо Флориду.
Планови „Заставе” за обнављање извоза у САД били су веома амбициозни и предвиђали су да се до 1992. прода 90.100 возила у вредности 450 милиона долара, рачунајући и резервне делове. Поред нових модела Југа, планирана је продаја модела „Застава 103”, односно Југо Флорида. Упркос великим плановима, током 1989. продато је 10.576 возила, која су се налазила на лагеру. Након скоро годину и по дана, 30. априла 1990. из Луке Бар испловио је нови контигент од 507 возила, чиме је обновљена испорука возила у САД. До краја године испловила су још три контигента, а укупан број извезених возила био је 2.632. У наредној 1991. била је само једна испорука од 2.131 возила. Маја 1991, у циљу извлачења из кризе, за директора компаније Yugo America Inc именован је Вилијем Прајор, некадашњи Бриклинов сарадник и један од оснивача ове компаније. Ипак почетак рата у Југославији, у јесен 1991. знатно је утицао на пад производње у „Застави”, с обзиром да је овај фабрика остала без бројних коопераната, који су се налазили у другим југословенским републикама. Пад продаје, као и немогућност даљег допремања возила на америчко тржиште приморали су „Заставу”, односно компанију Yugo America Inc, да половином априла 1992. покрене стечајни поступак, након чега је ова компанија угашена чиме је дефинитвно завршен извоз Југа у САД. Након што је компанија отишла у стечај, њена имовина је септембра 1992. продата на аукцији, пошто власници ове компаније — „Застава аутомобили” и „Генералекспорт”, као и њихов финансијер „Југобанка”, нису могли да послују у САД, због санкција које је Савет безбедности Уједињених нација 30. маја 1992. увео против Савезне Републике Југославије.
Десет година касније, Малком Бриклин поново је посетио „Заставу” и понудио инвестицију од 200 милиона долара у стилизацију модела Југо Корал и Југо Флорида, са циљем поновног извоза на америчко тржиште. Наредне 2003. Бриклин је предложио да заједно са „Заставом” формира компанију Zastava Motor Works са планом извоза од 60.000 возила годишње, али овај посао никада није реализован.

## Југо у САД
Извоз Југа у САД који је помпезно најављиван као „посао столећа”, након свог завршетка помињан је као „пропаст столећа”. Ипак, узимајући у обзир чињенице да је на америчко тржиште извезено преко 140.000 возила, да је продаја ишла добро у прве две године, као и да је „Застава” била прва фабрика аутомобила из Источне Европе и једна од ретких из Европе која је своје аутомобиле извозила у Сједињене Америчке Државе овај посао тешко се може назвати потпуним промашајем. Тржиште САД било је најбоље извозно тржиште „Заставе” на које је пласирана готово 1/4 свих извезених аутомобила у периоду од 1965. до 2008, а у првој години продаје Југо је остварио продају од 20.000 возила и постао до тада „најбоље продавани европски аутомобил у првој години продаје”. Разлози неуспеха овог посла леже у неколико чињеница — „Застава” није била у техничкој могућности да у прве две године, када је потражња била велика, обезбеди испоруку од 50.000 возила годишње; скоро три године у понуди на веома захтевном америчком тржишту налазио се само један модел Yugo GV, а нови побољшани модели, као и кабриолет верзија, појавили су се прекасно (1988. и 1989), када је продаја знатно опала. Један од проблема био је и квалитет возила, као и веома слаба мрежа дистрибутера и резервних делова. Власници су често посећивали званичне аутосервисе компаније „Fiat”, у нади да ће тамо пронаћи потребне делове. Како су Американци познати по слабом одржавању аутомобила, сами власници су утицали на скраћивање животног века возила, а многи нису ни читали упутство за употребу, које је примера ради наводило да се зупчасти каиш мења на сваких 40.000 миља (око 64.000 km), док је већина навикла да овакве замене ради на знатно већим километражама.
Због критике по питању квалитета, поузданости, непостојећих безбедоносних система, слабих перформанси и високе потрошње горива за своје димензије и запремину мотора, Југо је у САД више пута проглашен за „најгори ауто свих времена”. Упркос овој чињеници успео је да заузме своје место у америчкој поп култури и појави се у преко 15 америчких филмова и 10 ТВ серија. У филму Ко је убио Мону (енгл. Drowning Mona) из 2000. остварио је главну улогу, па већина ликова у филму управо вози Југо. Значајне улоге остварио је и у филмовима — Полицијска посла (енгл. Dragnet) из 1987, Умри мушки са осветом (енгл. Die Hard: With a Vengeance) из 1995, Ник и Нора веза за једну ноћ (енгл. Nick & Norah's Infinite Playlist) из 2008. и др, где су се за воланом Југа нашли познати холивудски глумци Брус Вилис, Том Хенкс, Брендон Ли и др. Према подацима из 2022. у САД је било регистровано 408 возила Југо, а многи од њих су колекционарски примерци.
Једна од „урбаних легенди” која је пратила извоз Југа у САД била је да је поклањан купцима луксузнијих модела аутомобила. Ова легенда настала је на основу стварне понуде коју је дао један изложбено-продајни салон из Чикага. Компанија General Motors представила је 1987. модел Cadillac Allanté којим је намеравала да нападне тржиште којим су доминирали европски модели Mercedes SL и Jaguar XJS, али је продаја ишла слабо. Како би побољшала продају овог модела, чија је цена била 59.975 долара, компанија је почела са агресивном маркетиншком кампањом и разним попустима, захваљујући којима се овај ауто могао купити за скоро двоструко мању суму новца. Продајни салон Noce Cadillac из Чикага одлучио се за другачију врсту промоције и рекламирао је понуду у којој је било могуће добити два аутомобила по цени једног. Уколико би се купац одлучио за куповину Cadillac Allanté, са мањим пакетом попуста, добијао би бесплатно Yugo GV. Овај продајни салон није имао на стању ниједан Југо, већ је планирао да тек у случају да муштерија изабере ову опцију купи аутомобил. Ипак ниједна од укупно 22 муштерије, које су у салону Noce Cadillac купиле Cadillac Allanté није се одлучила за овај пакет попуста. Сличне промоције нуђене су и касније, посебно након гашења компаније Yugo America Inc и распродаје њене имовине, која је садржала и одређени број непродатих возила. Године 1992. након распродаје преосталих аутомобила, Кевин Калахан професор Школе ликовних уметности са Менхетна купио је 39 примерака Југа и поделио их студентима са задатком да од њих израде нешто што би било „одраз склоности ка лепом”. У Конвенцијском центру Националне уметничке галерије у Лос Анђелесу изложено је 19 најуспешнијих експоната преуређених модела Југа који су претворени у разне предмете — хармонику, клавир, телефон, тостер, упаљач и др.

## Списак модела
| Преглед модела у понуди на тржишту САД | Преглед модела у понуди на тржишту САД | Преглед модела у понуди на тржишту САД | Преглед модела у понуди на тржишту САД |
| назив модела                           | у понуди                               | опис модела | фотографија                            |
| -------------------------------------- | -------------------------------------- | --- | -------------------------------------- |
| ()                                     | 1985—1989.                             | Основни модел за америчко тржиште са мотором од 1.116 са 55 , двогрлим карбуратором и аутоматским саухом и четворостепеним мењачем, као и разним модификацијама, који се од 1986. продавао на југословенском тржишту под називом Yugo 55A. |                                        |
|                                        | 1988—1989.                             | Побољшани основни модел са мањом потрошњом горива, новим типом седишта која су се притиском на полугу померала напред-назад, новим наслонима за главу и пресвлакама седишта, грејачем задњег стакла, црвеним тракама на браницима, светлом за вожњу уназад интегрисаним у задњу светлосну групу, извршеном припремом за клима уређај, побољшаним кочницама, новим пнеуматицима и већом палетом боја. |                                        |
|                                        | 1988—1989.                             | Спортска варијанта основног модела са разним украсима и мотором од 1.116 са 60 , двогрлим карбуратором и аутоматским саухом и четворостепеним мењачем. |                                        |
|                                        | 1988—1989.                             | Појачани основни модел са мотором од 1.299 са 60 , двогрлим карбуратором и аутоматским саухом, петостепеним мењачем, појачаним квачилом, измењеним ентеријером, новим спортским браницима, алуминијумским фелнама, нископрофилним пнеуматицима, модификованој електричној инсталацији и спољним бочним облогама каросерије. Промотивна цена овог модела била је 5.699 долара.                        |                                        |
|                                        | 1989—1991.                             | Побољшана верзија модела са мотором од 1.299 са 60 , са електронским убризгавањем горива (EFI) и петостепеним мењачем. У понуди је била и варијанта са тростепеним аутоматским мењачем. |                                        |
|                                        | 1989—1990.                             | Кабриолет на бази модела са ојачаним рамом ветробрана и аутоматским подизањем крова. У пројектовању овог модела учествовала је америчка компанија специјализована у изради механизама за кровове кабриолета. Модел је био у понуди само са мотором од 1.299 и 65 , са електронским убризгавањем горива (EFI) и продавао се по цени од 8.300 долара.                                                     |                                        |

## Преглед испорука
| Преглед испорука возила у САД по годинама | Преглед испорука возила у САД по годинама | Преглед испорука возила у САД по годинама | Преглед испорука возила у САД по годинама                       |
| година                                    | година                                    | испоручено возила                         | напомена                                                        |
| ----------------------------------------- | ----------------------------------------- | ----------------------------------------- | --------------------------------------------------------------- |
| 1.                                        | 1984.                                     | 16                                        | слање возила у промотивне сврхе                                 |
| 2.                                        | 1985.                                     | 9.918                                     | 1/4 или 23,3 % од укупно произведених возила марке Југо у 1985. |
| 3.                                        | 1986.                                     | 43.322                                    | 1/2 или 50,4 % од укупно произведених возила марке Југо у 1986. |
| 4.                                        | 1987.                                     | 56.825                                    | 1/2 или 54,4 % од укупно произведених возила марке Југо у 1987. |
| 5.                                        | 1988.                                     | 27.671                                    | 1/4 или 24,6 % од укупно произведених возила марке Југо у 1988. |
| 6.                                        | 1989.                                     | 25                                        |                                                                 |
| 7.                                        | 1990.                                     | 2.631                                     |                                                                 |
| 8.                                        | 1991.                                     | 2.131                                     |                                                                 |
| укупно                                    | укупно                                    | 142.539                                   | 17,9 % од укупно произведених возила марке Југо                 |

| Преглед испорука возила у САД по данима | Преглед испорука возила у САД по данима | Преглед испорука возила у САД по данима | Преглед испорука возила у САД по данима |
| рб                                      | датум                                   | превозно средство                       | број аутомобила                         |
| --------------------------------------- | --------------------------------------- | --------------------------------------- | --------------------------------------- |
| 1.                                      | 25. 3. 1984.                            | авион                                   | 3                                       |
| 2.                                      | 18. 6. 1984.                            | авион                                   | 5                                       |
| 3.                                      | 21. 11. 1984.                           | авион                                   | 8                                       |
| 4.                                      | 30. 7 . 1985.                           | авион                                   | 12                                      |
| 5.                                      | 31. 7. 1985.                            | брод                                    | 500                                     |
| 6.                                      | 15. 9. 1985.                            | брод                                    | 1.059                                   |
| 7.                                      | 15. 9. 1985.                            | авион                                   | 5                                       |
| 8.                                      | 26. 10. 1985.                           | брод                                    | 2.005                                   |
| 9.                                      | 23. 11. 1985.                           | брод                                    | 2.300                                   |
| 10.                                     | 8. 12. 1985.                            | брод                                    | 1.510                                   |
| 11.                                     | 31. 12. 1985.                           | брод                                    | 2.498                                   |
| 12.                                     | 31. 1. 1986.                            | брод                                    | 1.474                                   |
| 13.                                     | 4. 3. 1986.                             | брод                                    | 2.862                                   |
| 14.                                     | 4. 4. 1986.                             | брод                                    | 2.702                                   |
| 15.                                     | 22. 4. 1986.                            | брод                                    | 2.350                                   |
| 16.                                     | 11. 5. 1986.                            | брод                                    | 2.443                                   |
| 17.                                     | 11. 6. 1986.                            | брод                                    | 2.720                                   |
| 18.                                     | 25. 6. 1986.                            | брод                                    | 2.700                                   |
| 19.                                     | 5. 7. 1986.                             | брод                                    | 1.000                                   |
| 20.                                     | 20. 7. 1986.                            | брод                                    | 2.100                                   |
| 21.                                     | 15. 8. 1986.                            | брод                                    | 2.100                                   |
| 22.                                     | 22. 8. 1986.                            | брод                                    | 1.707                                   |
| 23.                                     | 7. 9. 1986.                             | брод                                    | 1.995                                   |
| 24.                                     | 24. 9. 1986.                            | брод                                    | 2.495                                   |
| 25.                                     | 9. 10. 1986.                            | брод                                    | 2.380                                   |
| 26.                                     | 21. 10. 1986.                           | брод                                    | 1.100                                   |
| 27.                                     | 30. 10. 1986.                           | брод                                    | 1.447                                   |
| 28.                                     | 11. 11. 1986.                           | брод                                    | 2.300                                   |
| 29.                                     | 2. 12. 1986.                            | брод                                    | 3.100                                   |
| 30.                                     | 10. 12. 1986.                           | брод                                    | 2.600                                   |
| 31.                                     | 24. 12. 1986.                           | брод                                    | 2.600                                   |
| 32.                                     | 14. 1. 1987.                            | брод                                    | 1.745                                   |
| 33.                                     | 27. 1. 1987.                            | брод                                    | 2.186                                   |
| 34.                                     | 12. 2. 1987.                            | брод                                    | 2.319                                   |
| 35.                                     | 28. 2. 1987.                            | брод                                    | 2.615                                   |
| 36.                                     | 11. 3. 1987.                            | брод                                    | 1.545                                   |
| 37.                                     | 24. 3. 1987.                            | брод                                    | 2.557                                   |
| 38.                                     | 25. 3. 1987.                            | авион                                   | 2                                       |
| 39.                                     | 10. 4. 1987.                            | брод                                    | 2.840                                   |
| 40.                                     | 22. 4. 1987.                            | брод                                    | 2.485                                   |
| 41.                                     | 23. 4. 1987.                            | авион                                   | 3                                       |
| 42.                                     | 8. 5. 1987.                             | брод                                    | 2.368                                   |
| 43.                                     | 23. 5. 1987.                            | брод                                    | 2.800                                   |
| 44.                                     | 6. 6. 1987.                             | авион                                   | 1                                       |
| 45.                                     | 9. 6. 1987.                             | брод                                    | 2.698                                   |
| 46.                                     | 22. 6. 1987.                            | брод                                    | 3.235                                   |
| 47.                                     | 10. 7. 1987.                            | брод                                    | 1.260                                   |
| 48.                                     | 31. 7. 1987.                            | брод                                    | 3.400                                   |
| 49.                                     | 26. 8. 1987.                            | брод                                    | 1.717                                   |
| 50.                                     | 13. 9. 1987.                            | брод                                    | 2.020                                   |
| 51.                                     | 29. 9. 1987.                            | брод                                    | 2.608                                   |
| 52.                                     | 19. 10. 1987.                           | брод                                    | 3.178                                   |
| 53.                                     | 3. 11. 1987.                            | брод                                    | 2.990                                   |
| 54.                                     | 21. 11. 1987                            | брод                                    | 3.296                                   |
| 55.                                     | 7. 12. 1987.                            | брод                                    | 3.250                                   |
| 56.                                     | 29. 12. 1987.                           | брод                                    | 3.707                                   |
| 57.                                     | 13. 2. 1988.                            | брод                                    | 2.460                                   |
| 58.                                     | 2. 2. 1988.                             | брод                                    | 3.595                                   |
| 59.                                     | 23. 2. 1988.                            | брод                                    | 3.300                                   |
| 60.                                     | 8. 3. 1988.                             | брод                                    | 3.127                                   |
| 61.                                     | 28. 3. 1988.                            | брод                                    | 2.305                                   |
| 62.                                     | 9. 4. 1988.                             | брод                                    | 2.543                                   |
| 63.                                     | 25. 4. 1988.                            | брод                                    | 1.623                                   |
| 64.                                     | 27. 5. 1988.                            | брод                                    | 1.177                                   |
| 65.                                     | 23. 7. 1988.                            | брод                                    | 1.000                                   |
| 66.                                     | 7. 9. 1988.                             | брод                                    | 1.036                                   |
| 67.                                     | 7. 10. 1988.                            | брод                                    | 2.505                                   |
| 68.                                     | 31. 12. 1988.                           | брод                                    | 3.000                                   |
| 69.                                     | 15. 9. 1989.                            | авион                                   | 25                                      |
| 70.                                     | 3. 4. 1990.                             | брод                                    | 507                                     |
| 71.                                     | 26. 5. 1990.                            | брод                                    | 584                                     |
| 72.                                     | 20. 08. 1990.                           | брод                                    | 538                                     |
| 73.                                     | 30. 11. 1990.                           | брод                                    | 1.003                                   |
| 74.                                     | 15. 1. 1991.                            | авион                                   | 64                                      |
| 75.                                     | 15. 1. 1991.                            | брод                                    | 2.067                                   |

## Хронологија
| датум              | догађај | реф    |
| ------------------ | --- | ------ |
| 28. новембар 1980. | У погонима Завода „Црвена застава” у Крагујевцу отпочела серијска производња модела Југо 45. | [ 69 ] |
| крајем 1983.       | Амерички бизнисмен Миро Кефрут откупио право продаје 5.000 возила Југо 45 у Калифорнији, након чега је основао компанију „”. | [ 70 ] |
| 15. фебруар 1984.  | У Загребу потписан бартер аранжман између предузећа „Genex” и „INA” са једне и америчке компаније () са друге стране којим се обавезао да ће у замену за енергенте на америчко тржиште извозити југословенске производе.                                 | [ 4 ]  |
| 25. март 1984.     | У САД авионом испоручена три аутомобила Југо 45L који су компанији „Yugo Cars Inc” служили за потребе маркетинга, а у мају су представљени на сајму аутомобила у Лос Анђелесу.                                                                                         | [ 3 ]  |
| 15. мај 1984.      | У Крагујевцу почели преговори руководства „Заставе” са представницима компаније и Малкома Бриклина, око извоза Југа, у склопу билатералног договора САД и СФРЈ. Након постигнутог договора Бриклин је основао компанију „Yugo America Inc” и откупио права извоза од „”. | [ 5 ]  |
| 18. јун 1984.      | У САД авионом испоручено пет аутомобила ради даљих испитивања и тестирања за потребе компаније „”. | [ 3 ]  |
| 7. септембар 1984. | У Крагујевцу потписан Уговор о сарадњи и извозу између „Заставе” и „”. | [ 11 ] |
| 29. март 1985.     | На сајму аутомобила у Београду јавности представљен модел намењен извозу у САД, на коме је извршено око 400 измена у односу на домаћи модел Југо 55. | [ 16 ] |
| април 1985.        | Југо прошао еколошке тестове, након чега је добио званичну дозволу за продају у САД | [ 2 ]  |
| 14. јун 1985.      | У Београду потписан Уговор о испоруци возила у САД, према коме је до 1989. требало да буде испоручено 360.000 возила. | [ 10 ] |
| 9. јул 1985.       | У погонима Завода „Црвена застава” почела серијска производња модела за извоз у САД, а дневно је израђивано око 100 возила. | [ 20 ] |
| 23. јул 1985.      | У Крагујевцу одржана свечаност на којој је испраћен први контигент од 220 возила који је упућен у луку Бар. | [ 22 ] |
| 31. јул 1985.      | Из луке Бар испловио брод са првим контигентом од укупно 500 возила који је 16. августа стигао у Балтимор. | [ 23 ] |
| август 1986.       | Са до тада продатих 20.000 примерака Југо је у САД постао до тада „најбоље продавани европски аутомобил у првој години продаје”. | [ 34 ] |
| 9. децембар 1986.  | Произведен 50.000 примерак модела намењеног извозу у САД. | [ 71 ] |
| децембар 1987.     | Малопродајна цена модела у САД порасла са 3.990 на 4.190 долара. | [ 38 ] |
| април 1988.        | На сајму аутомобила у Београду јавности представљени нови побољшани модели Југа за извоз у САД као и кабриолет верзија. | [ 42 ] |
| 25. април 1988.    | Инвестициона банкарска корпорација из Њујорка постала већински власник компаније Global Motors Inc, у чијем се власништву налазила . | [ 40 ] |
| 25. мај 1988.      | У погонима „Заставе” у Крагујевцу почела серијска производња модела . | [ 43 ] |
| 30. јануар 1989.   | Услед пада продаје и све већих дуговања, компанија прогласила добровољни стечај и затражила од суда у Њу Џерзију заштиту од поверилаца. | [ 46 ] |
| март 1989.         | Заводи „Црвена застава” и Генералекспорт постали власници компаније Yugo America Inc, након што су откупили њена дуговања. | [ 48 ] |
| 3. април 1990.     | Након скоро годину и по дана обновљене испоруке возила у САД. | [ 50 ] |
| април 1992.        | Услед све слабијег пословања прогласила добровољни стечај, чиме је завршен извозни пројекат „Југо Америка”. | [ 53 ] |
| 30. мај 1992.      | Савет безбедности Уједињених нација увео санкције СР Југославији чиме је онемогућено даље пословање свих југословенских предузећа у иностранству. | [ 72 ] |
| септембар 1992.    | Имовина компаније продата на лицитацији. | [ 2 ]  |